# Alt Ruppin
Alt Ruppin est une ancienne ville d'Allemagne, aujourd'hui quartier de Neuruppin, en Brandebourg.  Elle a été incorporée le 6 décembre 1993. 

## Géographie
Alt Ruppin est située dans le pays de Ruppin sur la rive du Ruppiner See (de), au nord du centre-ville de Neuruppin. Le cœur du quartier apparaît comme une île fluviale de la rivière Rhin.
La Bundesstraße 167 traverse le quartier.

## Histoire

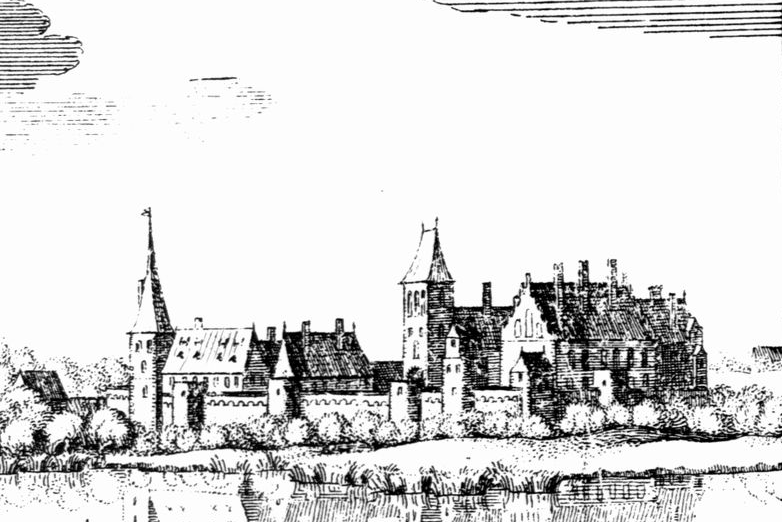
Alt Ruppin et son château en 1650.

Au Moyen-Âge central, les rives du lac ont été habitées par les tribus slaves (« Wendes »). La conquête par le foces d'Albert l'Ours, premier margrave de Brandebourg à partir de 1157, a marqué le début de la colonisation germanique. Vers l'an 1200, les seigneurs de Ruppin y firent construire un château.
La première mention d’Olden Rupyn date de 1237. Le bourg obtient sa charte de ville en 1840. Elle est incorporée comme quartier de Neuruppin le 6 décembre 1993.

## Personnalités
- Friedrich Buchholz (1768-1843), écrivain ;
- Adolf von Winterfeld (1824-1889), écrivain ;
- Hellmuth Becker (1902-1953), commandant SS.